# NGC 3859
NGC 3859 ist eine linsenförmige Galaxie mit ausgedehnten Sternentstehungsgebieten vom Hubble-Typ Sb im Sternbild Löwe an der Ekliptik. Sie ist schätzungsweise 242 Millionen Lichtjahre von der Milchstraße entfernt, hat einen Durchmesser von etwa 85.000 Lj und ist ein Mitglied des Leo-Galaxienhaufens Abell 1367. 

Im selben Himmelsareal befinden sich u. a. die Galaxien NGC 3857, NGC 3862, NGC 3864, NGC 3867.
Das Objekt wurde am 23. März 1884 von Edouard Stephan entdeckt.